# Crónica dos Godos

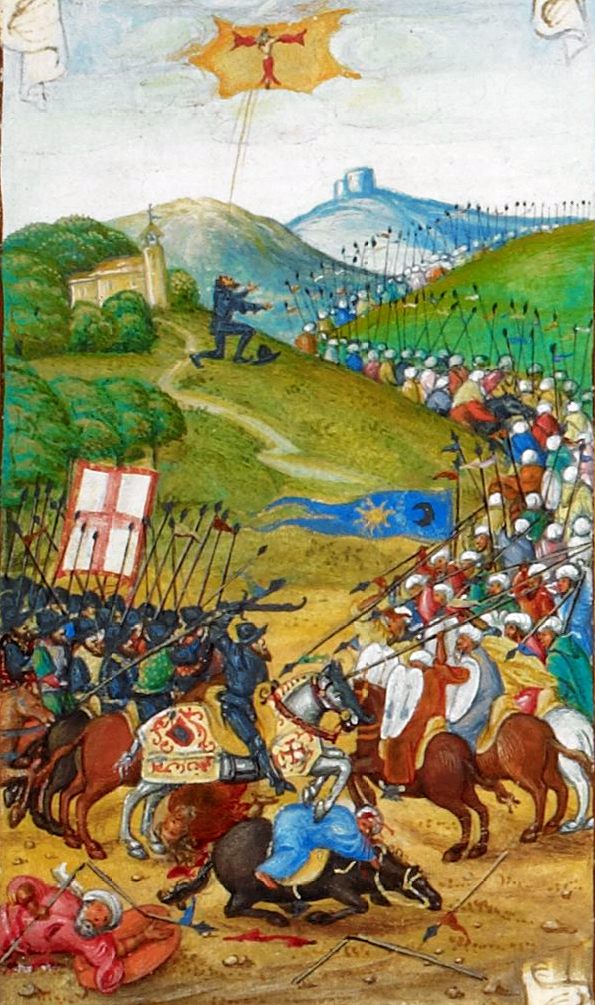
Batalha de Ourique

A Crónica dos Godos ou Chronica Gothorum, ou Chronicon Lusitanum (renomeação por Enrique Flórez) é uma crónica do século XII ou XIII, escrita por um autor anónimo, em latim vulgar. Testemunho histórico de grande valor, ela apresenta-se na continuidade dos Anais romanos e das crónicas da alta idade média coma a crónica de Idácio de Chaves, da Historia de regibus Gothorum, Vandalorum et Suevorum de Isidoro de Sevilha ou melhor das Crónicas de Afonso III como a Crónica Albeldense ou a Crónica Rotense. Mas embora tenha o nome de Crónica dos Godos e começar no ano de 311, ela descreve principalmente o reinado de D. Afonso Henriques, e foi escrita, à imagem das crónicas de Afonso III, com um claro objetivo político de legitimação do rei.

## As crónicas
Na verdade existem duas versões da Crónica dos Godos, uma versão longa a Chronica Gothorum (CG) e outra abreviada a Brevis Historia Gothorum (BHG), ambas são diferentes tendo no entanto passagens em comum, a segunda sendo um resumo corrigido da primeira e assim mais recente. Um estudo de Alfredo Pimenta encontrou quatro incoerências na versão abreviada:
- 1- "Rex Alfonsus Viriatus Christianus vel primus Hercules Lusitanus ...",  em nenhum documento medieval, o rei é identificado com lusitanus. Tal identificação aparece à partir de 1481: "Alphonsus igitur rex Lusitanorum..." (D. Garcia de Menezes, no discurso ao Papa Sixto IV...).
- 2- " et a munda Fluuia ad betim... propagauit imperium”, o rio Mondego é nos textos medievais chamado de Mondecus, Mondeco, Mondego, ou Mondegum, o nome erudito de "munda" era usado pelos autores clássicos como Estrabão, Ptolomeu e Plínio.
- 3- "Eodem Tempore obsidetur Olisipo ad Alfonso Henricio", e "Castellum de Germanello [...] edificatur a Rege Alfonso Henriquio", em todo os documentos da época fala-se no rei D. Afonso ou Afonso filho ou neto de ... e não Afonso Henriques.
- 4-"Obsidetur Castellum Ablantes, Abrantes vulgo" outra incoerência Abrantes era só conhecida como Ablantes.

Por isso a versão abreviada da Crónico dos Godos é uma versão posterior datada entre o século XV e inicio do século XVII, data da primeira publicação.

## A Chronica Gothorum
É um resumo da história da península Ibérica do ano 311 ao ano de 1184, um ano em antes da morte de Afonso I. Dando, contrariamente ao que o nome podia deixar pensar, pouco enfoque aos godos, mas sim ao reinado do primeiro rei de Portugal.
Tendo como objetivo dar toda a legitimidade a Afonso I e fazer dele um descendente dos reis godos, dos reis das Astúrias e dos reis de Leão.
Por isso o texto começa no ano 349 da Era Hispânica contada a partir de 1 de Janeiro de 38 a. de C. (e não da era Cristã, adotada em Portugal  no reinado de D. João I, assim temos que retirar 38 anos as datas para se descobrir o ano correto) mas salta rapidamente ao ano 366, 739 e 749 (711 da era Cristã) com a invasão dos Mouros e o "reinado" de Pelágio. Segue-se uma lista dos reis das Astúrias com maior destaque para Afonso III. Depois algumas vitórias de Almançor e a conquista pelos Normandos em 1054 (1016 da Era Cristã) do Castelo de Vermoim no território de Braga. Mais vitórias dessa de Fernando I de Leão e breve descrição da batalha de Pedroso entre Nuno Mendes, então Conde de Portucale, e o Rei Garcia de Galiza. Depois uma breve descrição da vida de Afonso VI de Leão e algumas indicações sobre o Conde D. Henrique. E a partir de 1163 (1125 da Era Cristã) vida e obra de Afonso I.

### Afonso I nas crónicas dos Godos
A vida de Afonso I é descrita com muito ênfase;
| “ | Ninguém. Na verdade foi um homem valente na guerra, versado na língua, muito prudente nas suas ações, de inteligência esclarecida, formoso de corpo, belo de fisionomia, de olhar encantador, todo católico na fé de Cristo, respeitador dos ministros da Religião, muito benévolo e devoto, defendeu Portugal inteiro com a sua espada, alcançou o trono e, como senhor, dilatou as fronteiras dos Cristãos e alargou os territórios dos povos fiéis desde o rio Mondego, que corre junto dos muros de Coimbra, até ao rio Guadalquivir, que banha a cidade de Sevilha, e desde o Oceano Atlântico até ao Mediterrâneo. Resumidamente anotaremos a maneira como conquistou o reino, os castelos e as fortalezas que aí construiu e também as cidades e os castelos que aos Sarracenos tomou, porque ninguém podia descrever as batalhas que travou, pois foram muitas e inumeráveis não só com pagãos, mas também com Cristãos que, demasiado cobiçosos, lhe queriam arrebatar e invadir o reino, a todos levando vantagem e sempre ficando vencedor, de todos triunfando sempre, ajudado da bondade divina. | ” |
|   | — Crónica dos Godos tradução do Professor Albino de Faria. |   |

Temos a seguir uma referência a batalha de São Mamede em 1128 da nossa era, data em que D. Afonso, para o nosso cronista, é oficialmente rei de Portugal. Menção do início da construção do Mosteiro de Santa Cruz em Coimbra e do Castelo de Leiria. Há depois um importante testemunho da Batalha de Ourique e da batalha de Arcos de Valdevez. No mesmo ano de 1178 (1140 da nossa era) primeira tentativa de conquistar Lisboa.
Divisão entre os Mouros, Casamento de Afonso I e descendência. Na sexta feira 24 de outubro de 1147 da nossa era, tomada de Lisboa depois de Santarém. Nascimento de D. Sancho e morte da rainha Matilde 4 anos depois. Tomada de Beja e Évora, derrota em Badajoz, casamento de D. Sancho e saque de Sevilha pelo mesmo. Perda de Coruche. A crónica acaba com um longo relato sobre o perigo duma nova união entre os Mouros e os seus projetos para submeter " toda a Lusitânia até ao Douro".

### Alguns acontecimentos relatados na Crónica dos Godos (CG)[3]
| Data na Era Cristã | Principais fatos históricos |
| ------------------ | --- |
| 711                | Invasão da Península pelos Mouros. |
| 716                | Início do reinado de Pelágio. |
| 866                | Reinado de Afonso III "despovou Coimbra, ocupada pelos inimigos; e em seguida povoou-a de gente da raça galaica" " Igualmente são povoadas de Cristãos algumas cidades, como Braga, Portucale, Anco, Viseu, Emínio ..." |
| 988                | Coimbra é conquistada por Almançor. |
| 1016               | Conquista pelos Normandos do Castelo de Vermoim no território de Braga. |
| 1064               | Reconquista de Coimbra pelo Rei D. Fernando |
| 1071               | Batalha de Pedroso e morte do conde Nuno Mendes. |
| 1093               | Conquista de Santarém no dia 29 de abril, de Lisboa no dia 6 de maio, assim como Sintra três dias depois, pelo rei D. Afonso VI.                                                                                        |
| 1109               | Reconquista de Sintra pelo conde D. Henrique marido da "rainha D. Teresa". |
| 1113               | Nascimento do infante D. Afonso |
| 1114               | Morte do conde D. Henrique |
| 1122               | Grande fome do Minho até ao Tejo |
| 1125               | D. Afonso arma-se cavaleiro em Zamora. |
| 1128               | Batalha de São Mamede |
| 1130               | Morte da "rainha D. Teresa" |
| 1132               | Início da construção do Mosteiro de Santa Cruz em Coimbra |
| 1139               | Batalha de Ourique |
| 1140               | Batalha de Arcos de Valdevez, e primeira tentativa de conquistar Lisboa |
| 1145               | Casamento de D. Afonso com Matilde filha do conde Amadeu de Moriana. |
| 1147               | Depois da conquista de Santarém em maio, conquista de Lisboa em dia 24 de outubro. |
| 1154               | Nascimento de D. Sancho. |
| 1158               | Morte de D. Matilde no dia 3 de dezembro. |
| 1162               | Conquista de Beja. |
| 1166               | Conquista de Évora por "Geraldo, denominado Sem-Pavor, e pelos ladrões, seus companheiros". |
| 1168               | Derrota no Cerco de Badajoz |
| 1174               | Casamento de D. Sancho com D. Dulce. |
| 1178               | Saque de Sevilha por D. Sancho. |
| 1180               | Perca do castelo de Coruche |

## Origem e publicações
As múltiplas referências sagradas como "por obra do Senhor o milagre mais extraordinário de todos os que Deus operou",
"Por vontade de Deus", "os Árabes passaram para aquém-mar e vieram à Espanha por causa dos pecados dos Cristãos", assim como uma referência a criação do Mosteiro de Santa Cruz por Afonso I, e a ênfase do relato, indicam provavelmente uma origem religiosa da crónica, e a autoria dum monge desse mesmo mosteiro no século XII ou XIII.

A primeira publicação e estudo dessa crónica é de Frei António Brandão, na terceira parte da Monarchia Lusytana, em 1632, dando-lhe a seguinte origem: 
| “ | hum Epitome em Latim, que se intitula, Historia dos Godos, e contem muitas cousas antigas de Espanha, até a morte delRey D. Afonso Henriques. O Mestre André de Resende tinha esta história, & a cita em seus escritos, como tambem fez o Bispo de Pamplona D. Fr. Prudencio de Sandoval, & achei della fragmentos na livraria de Alcobaça, & o mesmo original, que foy de Andre de Resende, com algumas notações escritas de sua mão me comunicou o Chantre de Évora Manuel Severim de Faria. | ” |
|   | — Fr. António Brandão na Terceira Parte da Monarchia Lusitana, edição de 1806 da Academia Real das Sciencias, Lisboa. |   |

Sendo uma importante referência do reinado de D. Afonso I, foi publicada por Enrique Flórez na obra España Sagrada, tomo XIV, e por Alexandre Herculano, com as duas versões, na Portugaliæ Monumenta Historica, Scriptores, vol. I, em 1856.